# キネマ恋愛塾
『キネマ恋愛塾』（キネマれんあいじゅく）は、2003年10月9日（8日深夜）から同年10月30日（29日深夜）までテレビ東京で放送されていたトークバラエティ番組である。全4回。放送時間は毎週木曜 1時30分 - 2時00分（水曜深夜、日本標準時）。司会は松嶋尚美が務めていた。
番組は、「キネマ恋愛塾」のカリスマ女店長である松嶋が、店の常連客たちから持ちかけられた恋愛相談に乗る模様を放送。松嶋は2003年に日本で公開された、あるいは当時公開直前であった映画作品を紹介しながら、常連客たちに恋のアドバイスをした。